# Osric del Sussex
Osric del Sussex (fl. VIII secolo) fu un re del Sussex che governò insieme a re Noðhelm..
Esiste una lettera non datata di Noðhelm in cui compare Osric (come Osricus) che non indica però il suo rango e neppure il suo territorio, in cui si elencano una serie di figure di alto rango, tra cui Eadberht vescovo di Selsey, il rango dei quali è però omesso. La lettera è databile tra il 705 e il 717.